# Muru (film)
Pour les articles homonymes, voir Muru.
Pour plus de détails, voir Fiche technique et Distribution.
Muru est un film d'action dramatique néo-zélandais sorti en 2022. Il est basé sur les raids de la police néo-zélandaise de 2007 contre la communauté Ngāi Tūhoe de Rūātoki. Il est écrit et réalisé par Tearepa Kahi. Le film met en vedette Cliff Curtis, Jay Ryan et Manu Bennett. Le film est sorti en tant que film d'ouverture du Festival international du film de Nouvelle-Zélande le 28 juillet 2022.

## Synopsis
Le sergent communautaire « Taffy » Tawharau est récemment rentré chez lui, dans la communauté de Rūātoki, pour vivre avec son père âgé. Outre ses fonctions de policier aux côtés de son collègue Blake, Taffy conduit le bus scolaire local. L'activiste Ngāi Tūhoe Tame Iti (en), figure bien connue de la communauté locale, dirige une série de camps d'entraînement appelés Camp Rama dans les forêts de la vallée de Te Urewera. Alors que ces camps sont axés sur les techniques de survie et la préservation de l'identité Tūhoe, ils attirent l'attention d'un groupe d'élite de la police néo-zélandaise, qui pense qu'il s'agit de terroristes qui complotent pour tuer le Premier ministre.
Après qu'un jeune en difficulté nommé Rusty a tiré avec un fusil chargé lors d'une dispute lors d'une réunion au camping de Rama, le groupe d'élite tactique spécial de la police néo-zélandaise intensifie ses activités de surveillance autour de Rūātoki, ce qui perturbe Taffy et Blake. Taffy trouve plus tard Rusty en train de vandaliser une boulangerie locale. Au lieu de l'arrêter, Taff emmène Rusty à une réunion à Rama. Durant la réunion, Taffy aperçoit un agent du groupe d'élite tactique spécial de la police néo-zélandaise en train d'espionner le camp et le traque jusqu'à une camionnette. Le chef d'équipe, Gallagher, informe Taffy de leurs opérations de surveillance contre Tame et tente d'enrôler Taffy comme informateur. Respectant Tame, Taffy refuse et découvre plus tard qu'un autre policier local, Potaka, est un informateur de la police.
Taffy convainc également Rusty de faire amende honorable pour son vandalisme. Avant que Rusty puisse retourner à la boulangerie pour la nettoyer, la police lance un raid national contre des terroristes présumés, dont Tame Iti. Les renforts du groupe d'élite tactique spécial de la police néo-zélandaise convergent vers Rūātoki, arrêtant plusieurs résidents locaux lors de raids tôt le matin. Taffy reçoit l'ordre d'un officier de conduire un autobus scolaire avec des enfants jusqu'à une escale. Les agents du groupe d'élite tactique spécial de la police néo-zélandaise prennent le balai de Rusty pour une arme et le poursuivent jusqu'à son domicile. L'un des officiers est accidentellement tué lorsque son arme se décharge accidentellement lors d'une poursuite.
Croyant que Rusty a assassiné l'officier, le chef d'équipe Gallagher lance une chasse à l'homme. Potaka poursuit Rusty jusqu'à la rivière Whakatāne et parvient à convaincre le jeune homme de déposer son arme. Cependant, Kimiora tente de tirer sur Rusty mais touche Potaka à la place. Taffy est détenu pour avoir aidé Tame Iti. Malgré une balle dans l'épaule, Rusty s'échappe avec l'aide de Blake, qui le ramène à ses parents. Convaincu que Tame Iti et ses partisans sont des terroristes, Gallagher a recours à la loi sur le terrorisme de 2002 pour imposer un confinement à Rūātoki, limitant les déplacements et les mouvements locaux. Pour éviter une nouvelle effusion de sang, Tame Iti se rend aux autorités.
Plus tard, Taffy s'échappe de la garde à vue et prend Maria en otage. En représailles, Gallagher arrête le père de Taffy et le menace afin de le forcer à révéler où se trouve Rusty. Alors que la chasse à l'homme se poursuit, Gallagher se heurte à son collègue Kimiora, qui se méfie des tactiques agressives de son supérieur. Grâce à un hélicoptère, l'équipe de Gallagher récupère Taffy. L'hélicoptère de Gallagher retrouve le véhicule utilitaire des parents de Rusty. L'officier Kimiora tire sur le père de Rusty pendant la fusillade, mais Rusty, sa mère et Blake s'échappent du véhicule. Pendant que le Dr Foon soigne les blessures de Rusty, Blake et Gallagher combattent et maîtrisent Kimiora, le forçant à se retirer.
Alors que la police lève le confinement, Blake s'occupe des enfants détenus dans le bus scolaire, les rassurant que la crise est terminée.

## Distribution
- Cliff Curtis : sergent « Taffy » Tawharau
- Jay Ryan : Gallagher
- Manu Bennett : Kimiora
- Simone Kessell : Maria
- Tame Iti : lui-même
- Roimata Fox : Harata
- Ria Paki : Blake
- Poroaki Merritt-McDonald : Rusty / Waikura
- Xavier Horan : sergent 'Ren' Renata
- Oriini Kaipara : Hine
- Byron Coll : Jarrod
- Andrew Cottle : sergent Philip
- Cinzia Maioha Jonathan : Dr Foon
- Troy Kingi : Mooks
- Colin Moy : Wilson
- Rangi Rangitukunoa : Potaka
- Nepia Takuira-Mita : Pana

## Production
Muru est le premier film à recevoir le financement du Te Tumu Whakaata Taonga, un fonds de la New Zealand Film Commission destiné à développer des longs métrages en langue Māori. Le film est tourné dans la vallée de Waimana et à Rūātoki, où les raids ont lieu en 2007. Le film est coproduit par et mit en vedette Tame Iti (en), qui est arrêté et accusé de terrorisme intérieur lors des raids. Le film est développé en utilisant la perspective Māori et travaille avec les Tūhoe pour façonner et créer le film,. L'acteur principal Cliff Curtis apprend à parler avec un accent Tūhoe en maori pour le film.
Matemateāone, une chanson de 2021 de Stan Walker interprétée en Māori, est utilisée au générique du film.

## Sortie
Le film devait initialement sortir le 3 février 2022 pour coïncider avec le Waitangi Day, mais la sortie est retardée. Le film a ouvert le Festival international du film de Nouvelle-Zélande à Auckland le 28 juillet avant de recevoir une sortie nationale le 1er septembre 2022.
Le film est projeté au Festival international du film de Toronto 2022, où il a sa première internationale, il est également sélectionné dans la section « Flash Forward » du 27e Festival international du film de Busan, projeté en octobre 2022. Il s'agit du film de clôture du festival australien du cinéma indigène à Melbourne, Birrarangga Film Festival, le 28 avril 2023.

## Réception
Le film reçoit des critiques positives. Il détient un score de 92% sur Rotten Tomatoes sur la base de 12 critiques. Muru est le film d'origine néo-zélandais le plus performant au box-office néo-zélandais de l'année, à la date d'octobre 2022.
Graeme Tuckett de Stuff attribue quatre étoiles au film. Il le décrit comme un « film provocateur, parfois agaçant et surtout absolument brillant et sanglant » qui mélangent plusieurs genres différents, notamment le thriller politique, l'action et le drame. Il décrit le film comme une « réponse à un siècle de conflit, de harcèlement et d'incompréhension entre Tūhoe et divers gouvernements », y compris les raids antiterroristes de 2007 et l'arrestation du chef et prophète maori Rua Kēnana en 1916.
Simon Morris de Radio New Zealand salue la qualité visuelle, sonore, le jeu d'acteur et la passion du film. Il félicite le scénariste/réalisateur Tearepa Kahi et les acteurs Cliff Curtis et Simone Kessel pour avoir « transformé plus de 100 ans d'événements en un peu moins de deux heures d'histoire géniale, et qui résistera à des visionnages répétés ».
Luke Buckmaster de The Guardian attribue au film trois étoiles sur cinq, déclarant qu'il « dit la vérité au pouvoir - mais il est parfois trop impétueux pour son propre bien ». Il fait l'éloge du développement de l'histoire du film, de la cinématographie, du casting d'un personnage historique Tame Iti en tant que membre de la distribution et de la performance de Cliff Curtis. Cependant, Buckmaster critique la représentation simpliste et caricaturale des personnages antagonistes de la police d'élite et estime qu'une scène d'action en apothéose était en contradiction avec le réalisme du film.
Trista Coulter de Scenestr attribue le mérite à l'écriture du film d'avoir rassemblé les récits de ses personnages pour créer une histoire aux multiples facettes qui permet au public de vivre les événements de Muru sous de multiples perspectives. Elle salue également les performances des acteurs Curtis, Jay Ryan, Manu Bennett, Simone Kessell, Ria Paki et Tame Iti. Coulter fait l'éloge du film pour son utilisation de la langue maorie, du paysage naturel et de la culture de la Nouvelle-Zélande, ainsi que des relations entre les communautés autochtones et les organismes gouvernementaux « coloniaux » en Nouvelle-Zélande.

## Exactitude historique
Le scénariste/réalisateur du film, Tearepa Kahi, s'inspire de plusieurs événements de l'histoire de la Nouvelle-Zélande, notamment les raids antiterroristes de 2007 sur Tuhoe, la fusillade de Steven Wallace par la police à Waitara en 2000 et l'arrestation du chef et prophète maori Rua Kēnana en 2000. 1916. Lors de l'exposition, Muru contient une déclaration déclarant que « ce film n'est pas une récréation… c'est une réponse » aux événements des raids Tuhoe. Contrairement à la description du raid de Tuhoe dans le film, aucune arme à feu ne fait feu et personne n'est blessé, tué ou éjecté d'un hélicoptère pendant le raid lui-même. Le militant maori Tame Iti, arrêté lors des raids de 2007 et jugé pour possession d'armes à feu, joue son propre rôle dans le film,.